# Liste des épisodes d'Amazing Spider-Man : Saga du Clone
Pour un article plus général, voir Liste des épisodes de Spider-Man.
La liste des épisodes d'Amazing Spider-Man : Saga du Clone est une liste de comic books autour du personnage de Spider-Man.

## Saga du Clone (#394 - #435)

### Premier acte (#394 - #406)
| |                                                                                                |                                                                                                |                                                                                                |                                                                                                |
| 394 |                                                                                                |                                                                                                |                                                                                                | Octobre 1994                                                                                   |
| | (Power and Responsibility, Part Two: Breakdown)                                                | J. M. DeMatteis                                                                                | Mark Bagley                                                                                    |                                                                                                |
| Judas Traveller scelle les issues de l'asile de Ravencroft pour que Spider-Man y pénètre seul. L'Araignée y croise, enfermés, certains de ses anciens ennemis, comme le Caméléon ou Carnage. Traveller torture mentalement Spider-Man, qui repense à son oncle, à Gwen et à Mary Jane. Au même moment, cette dernière, raccompagnée par sa tante, Anna, à l'aéroport de LaGuardia, où elle prend un avion qui l'emmène à Pittsburgh. |                                                                                                |                                                                                                |                                                                                                |                                                                                                |
| | (The Double - Part Two: No Escape)                                                             | J. M. DeMatteis                                                                                | Liam Sharp                                                                                     |                                                                                                |
| Ce numéro continue l'histoire de l'origine du clone de Spider-Man. S'étant échappé du laboratoire, il déambule de toit en tout à Manhattan, jusqu'à être rattrapé par le Chacal. Il réussit à mettre K.O. son adversaire, lorsqu'un clone de Gwen lui apparaît. Ils s'embrassent, mais le Chacal en profite pour prendre le dessus sur le clone. |                                                                                                |                                                                                                |                                                                                                |                                                                                                |
| Remarques | Ce numéro est précédé par Web of Spider-Man #117. Il trouve sa suite dans Spider-Man #51.      | Ce numéro est précédé par Web of Spider-Man #117. Il trouve sa suite dans Spider-Man #51.      | Ce numéro est précédé par Web of Spider-Man #117. Il trouve sa suite dans Spider-Man #51.      | Ce numéro est précédé par Web of Spider-Man #117. Il trouve sa suite dans Spider-Man #51.      |
| |                                                                                                |                                                                                                |                                                                                                |                                                                                                |
| 395 | (Back from the Edge, Part One: Outcasts)                                                       | J. M. DeMatteis                                                                                | Mark Bagley                                                                                    | Novembre 1994                                                                                  |
| Le vendeur de drogue Clifford White est attaqué par le Puma et Nocturne. Spider-Man retourne visiter la maison de tante May, inoccupée depuis que cette dernière est hospitalisée. Il visite ensuite les couloirs, vides, du lycée Midtown. Puma l'attaque, mais Nocturne lui dit qu'ils viennent en paix. Ils l'emmènent dans les hauteurs de New York pour discuter. Pendant ce temps, Mary Jane, de retour à Pittsburgh, rend visite à sa sœur dans l'espoir de se réconcilier avec elle. |                                                                                                |                                                                                                |                                                                                                |                                                                                                |
| Remarque | Ce numéro est précédé par SM #53. Il trouve sa suite dans SSM #218.                            | Ce numéro est précédé par SM #53. Il trouve sa suite dans SSM #218.                            | Ce numéro est précédé par SM #53. Il trouve sa suite dans SSM #218.                            | Ce numéro est précédé par SM #53. Il trouve sa suite dans SSM #218.                            |
| |                                                                                                |                                                                                                |                                                                                                |                                                                                                |
| 396 | (Back from the Edge, Part Three: Deadmen)                                                      | J. M. DeMatteis                                                                                | Mark Bagley                                                                                    | Décembre 1994                                                                                  |
| Spider-Man tombe nez à nez avec Daredevil, sous le costume duquel il pense être Matt Murdock. Il apprend que Murdock est mort et a été remplacé. Ils vont ensemble sur la tombe de Murdock, que Spider-Man considérait comme son plus vieil ami, puis partent traquer le Vautour et la Chouette. Pendant ce temps, à Pittsburgh, Mary Jane repense à son enfance. |                                                                                                |                                                                                                |                                                                                                |                                                                                                |
| Remarque | Ce numéro est précédé par SSM #218. Il trouve sa suite dans SSM #219.                          | Ce numéro est précédé par SSM #218. Il trouve sa suite dans SSM #219.                          | Ce numéro est précédé par SSM #218. Il trouve sa suite dans SSM #219.                          | Ce numéro est précédé par SSM #218. Il trouve sa suite dans SSM #219.                          |
| |                                                                                                |                                                                                                |                                                                                                |                                                                                                |
| 397 | (Web of Death Part 1 of 4: Tentacles)                                                          | J. M. DeMatteis                                                                                | Mark Bagley                                                                                    | Janvier 1995                                                                                   |
| Spider-Man est sonné par le virus que je lui a injecté le Vautour ; il a des visions de lui, dans une cuve de clonage. Le docteur Octopus récupère Spider-Man à terre et se rend compte qu'il souffre d'un empoisonnement ; il l'épargne, décidant de le laisser vivre ses dernières heures. Stunner met l'Araignée K.O. très facilement, mais avant qu'elle ne le tue, Octopus revient sur ses pas et le sauve. Il soulève son masque et découvre qu'il est en réalité Peter Parker. Pendant ce temps, Mary Jane rentre de Pittsburgh. |                                                                                                |                                                                                                |                                                                                                |                                                                                                |
| Remarque | Ce numéro est précédé par SM #55. Il trouve sa suite dans SSM #220.                            | Ce numéro est précédé par SM #55. Il trouve sa suite dans SSM #220.                            | Ce numéro est précédé par SM #55. Il trouve sa suite dans SSM #220.                            | Ce numéro est précédé par SM #55. Il trouve sa suite dans SSM #220.                            |
| |                                                                                                |                                                                                                |                                                                                                |                                                                                                |
| 398 | (Web of Death Part 3 of 4: Before I Wake)                                                      | J. M. DeMatteis                                                                                | Mark Bagley                                                                                    | Février 1995                                                                                   |
| Peter est heureux de la nouvelle de ce que Mary Jane est enceinte. Ils vont fêter la nouvelle au restaurant, mais Peter est pris d'un accès de fièvre. Il retrouve Octavius, qui lui annonce qu'il pense avoir trouvé l'antidote. Il lui fait boire la solution, mais Peter s'effondre au sol et a une expérience extracorporelle. |                                                                                                |                                                                                                |                                                                                                |                                                                                                |
| Remarque | Ce numéro est précédé par SSM #220. Il trouve sa suite dans SSM #221.                          | Ce numéro est précédé par SSM #220. Il trouve sa suite dans SSM #221.                          | Ce numéro est précédé par SSM #220. Il trouve sa suite dans SSM #221.                          | Ce numéro est précédé par SSM #220. Il trouve sa suite dans SSM #221.                          |
| |                                                                                                |                                                                                                |                                                                                                |                                                                                                |
| 399 | (Smoke and Mirrors, Part Two: Resurrection)                                                    | J. M. DeMatteis                                                                                | Mark Bagley                                                                                    | Mars 1995                                                                                      |
| Spider-Man retrouve Ben Reilly, étalé dans la neige. Il l'aide à se relever, et ils passent par la porte que le faux Chacal leur avait indiqué. Elle les téléporte dans un laboratoire particulièrement avancé. Ils découvrent une cuve, dans laquelle se réveille Miles Warren, le Chacal. Le clone sauvage de Peter que Ben avait affronté plus tôt, ainsi que Jack, sont les deux premières tentatives, ratées, de clones de Peter Parker. Le Chacal dit à Peter et à Ben qu'ils sont tous les deux des clones, et qu'il dispose du corps du vrai Peter Parker. Il ouvre la cuve dans laquelle se trouve ce qu'il dit être la vraie Gwen Stacy.                                                |                                                                                                |                                                                                                |                                                                                                |                                                                                                |
| Remarque | Ce numéro est précédé par WSM #122. Il trouve sa suite dans SM #56.                            | Ce numéro est précédé par WSM #122. Il trouve sa suite dans SM #56.                            | Ce numéro est précédé par WSM #122. Il trouve sa suite dans SM #56.                            | Ce numéro est précédé par WSM #122. Il trouve sa suite dans SM #56.                            |
| |                                                                                                |                                                                                                |                                                                                                |                                                                                                |
| 400 |                                                                                                |                                                                                                |                                                                                                | Avril 1995                                                                                     |
| | (The Gift)                                                                                     | J. M. DeMatteis                                                                                | Mark Bagley                                                                                    |                                                                                                |
| Peter arrive à l'hôpital le plus rapidement possible : sa tante s'est réveillée de son coma. Peter la ramène chez elle, dans le Queens. Ben parle à Peter et lui dit qu'il va faire ses affaires et partir. May vit chez elle pendant une semaine, et le septième jour, Peter l'emmène sur le toit de l'Empire State Building pour apprécier la vue. May lui dit qu'elle sait qu'il est Spider-Man. Le soir même, elle meurt dans les bras de Peter. L'enterrement a lieu le lendemain, mais alors qu'il s'achève, des policiers de Salt Lake City et de New York viennent arrêter Peter pour meurtre. Ben Reilly entre dans l'appartement de Mary Jane et se présente à elle.                    |                                                                                                |                                                                                                |                                                                                                |                                                                                                |
| | (The Parker Legacy, Part One: A Shock to the System)                                           | J. M. DeMatteis                                                                                | John Romita Jr.                                                                                |                                                                                                |
| Cette histoire est un flashback suivant ASM #149. Le clone de Peter, après être rentré chez lui, voit le véritable Peter embrasser Mary Jane. Il se rend compte qu'il n'est que le clone, et non l'original. Le lendemain, il retourne chez le vrai Peter, récupère des affaires et de la monnaie, et quitte New York. |                                                                                                |                                                                                                |                                                                                                |                                                                                                |
| | (The Morning After)                                                                            | J. M. DeMatteis et Stan Lee                                                                    | Tom Grummett                                                                                   |                                                                                                |
| Cette histoire se déroule après la mort de l'oncle Ben dans Amazing Fantasy #15. Peter apprend à faire le deuil de son oncle mais continue de faire des cauchemars au sujet de sa mort. |                                                                                                |                                                                                                |                                                                                                |                                                                                                |
| Remarque | Ce numéro est précédé par WSM #123. Il trouve sa suite dans SM #57.                            | Ce numéro est précédé par WSM #123. Il trouve sa suite dans SM #57.                            | Ce numéro est précédé par WSM #123. Il trouve sa suite dans SM #57.                            | Ce numéro est précédé par WSM #123. Il trouve sa suite dans SM #57.                            |
| |                                                                                                |                                                                                                |                                                                                                |                                                                                                |
| 401 | (The Mark of Kaine, Part Two: Down in the Darkness)                                            | J. M. DeMatteis                                                                                | Mark Bagley                                                                                    | Mai 1995                                                                                       |
| Mary Jane tombe nez à nez avec un Peter Parker, qui dit être l'original ; celui avec lequel elle s'est mariée ne serait qu'un clone. Kaine arrive pour prévenir Mary Jane que ce Peter n'est qu'un clone de Warren, et non l'original. Ils se battent, mais Kaine a facilement le dessus. Alors qu'il est dans sa cellule de prison, Peter reçoit un message de Judas Traveller lui disant que sa femme est en danger. Il se rend le plus vite possible chez May. Le clone de Peter se fait passer pour le vrai Peter, mais Kaine intervient à temps et récupère Mary Jane, qu'il met en sécurité. Ben Reilly se rend chez May. Les deux Peter Parker et Ben s'y retrouvent.                      |                                                                                                |                                                                                                |                                                                                                |                                                                                                |
| Remarque | Ce numéro est précédé par WSM #124. Il trouve sa suite dans SM #58.                            | Ce numéro est précédé par WSM #124. Il trouve sa suite dans SM #58.                            | Ce numéro est précédé par WSM #124. Il trouve sa suite dans SM #58.                            | Ce numéro est précédé par WSM #124. Il trouve sa suite dans SM #58.                            |
| |                                                                                                |                                                                                                |                                                                                                |                                                                                                |
| 402 | (Crossfire, Part One)                                                                          | J. M. DeMatteis                                                                                | Mark Bagley                                                                                    | Juin 1995                                                                                      |
| Spider-Man rend visite au commissaire Raven, et se rend compte qu'il a reçu la marque de Kaine, à l'instar de Louise Kennedy, qui en était morte. Il apprend de Mary Jane les résultats de l'expertise médicale de Trainer, dont les résultats sont particulièrement pessimistes. Judas Traveller propose à Peter de tuer une personne, en échange de quoi il rendra la vie à May. Peter refuse. |                                                                                                |                                                                                                |                                                                                                |                                                                                                |
| Remarques | Ce numéro est précédé par WSM #125. Il trouve sa suite dans SM #59.                            | Ce numéro est précédé par WSM #125. Il trouve sa suite dans SM #59.                            | Ce numéro est précédé par WSM #125. Il trouve sa suite dans SM #59.                            | Ce numéro est précédé par WSM #125. Il trouve sa suite dans SM #59.                            |
| |                                                                                                |                                                                                                |                                                                                                |                                                                                                |
| 403 | (The Trial of Peter Parker, Part Two: Judgement at Bedlam)                                     | J. M. DeMatteis                                                                                | Mark Bagley                                                                                    | Juillet 1995                                                                                   |
| Judas Traveller téléporte Spider-Man dans une salle d'audience. Il veut juger la vie de l'Araignée ; Carnage est le procureur. Il l'accuse d'avoir amené le symbiote sur Terre en premier lieu. Judas Traveller manipule le jury pour qu'il reconnaisse Peter coupable et le condamne à mort. Alors qu'il va être tué, Kaine s'élance pour protéger Peter. Traveller interprète cela comme une preuve que Peter est un homme assez bon pour que même une âme corrompue comme Kaine accepte de se sacrifier pour lui, et absout Peter. Il efface la mémoire de tous ceux qui ont participé au tribunal. Pendant ce temps, Mary Jane essaie de défendre Peter lors du procès civil de Peter Parker. |                                                                                                |                                                                                                |                                                                                                |                                                                                                |
| Remarques | Ce numéro est précédé par WSM #126. Il trouve sa suite dans SM #60.                            | Ce numéro est précédé par WSM #126. Il trouve sa suite dans SM #60.                            | Ce numéro est précédé par WSM #126. Il trouve sa suite dans SM #60.                            | Ce numéro est précédé par WSM #126. Il trouve sa suite dans SM #60.                            |
| |                                                                                                |                                                                                                |                                                                                                |                                                                                                |
| 404 | (Maximum Clonage: In the Name of the Father)                                                   | J. M. DeMatteis et Todd Dezago                                                                 | Mark Bagley                                                                                    | Août 1995                                                                                      |
| Ben retrouve Peter dans le laboratoire du Chacal pendant que ce dernier se régénère dans une cuve médicale. Peter refuse d'écouter Ben et ils se disputent ; Peter se range du côté du Chacal. Spidercide arrive et se bat contre Ben, qu'il enferme dans une cellule du laboratoire, sans que Peter ne le défende. Kaine sort le Chacal de sa cuve. |                                                                                                |                                                                                                |                                                                                                |                                                                                                |
| Remarques | Ce numéro est précédé par WSM #127. Il trouve sa suite dans SM #61.                            | Ce numéro est précédé par WSM #127. Il trouve sa suite dans SM #61.                            | Ce numéro est précédé par WSM #127. Il trouve sa suite dans SM #61.                            | Ce numéro est précédé par WSM #127. Il trouve sa suite dans SM #61.                            |
| |                                                                                                |                                                                                                |                                                                                                |                                                                                                |
| 405 | (Exiled, Part Two: The Worth of a Man)                                                         | J. M. DeMatteis et Todd Dezago                                                                 | Darick Robertson                                                                               | Septembre 1995                                                                                 |
| Ben Reilly décide de quitter New York et fait ses affaires, mais il se rend compte sur le chemin que New York est sa ville, et qu'il doit y rester. Il prend des vacances dans le Vermont, où il loue une chambre d'hôtel. L'hôtel explose pendant la nuit, et Ben ne s'en sort que grâce à un coup de fil du docteur Seward. Il retourne à New York, mais son laboratoire a été mis à sac et détruit. Scarlet Spider est attaqué par des drones armés, qui l'électrocutent. |                                                                                                |                                                                                                |                                                                                                |                                                                                                |
| Remarques | Ce numéro est précédé par WSM #128. Il trouve sa suite dans SM #62.                            | Ce numéro est précédé par WSM #128. Il trouve sa suite dans SM #62.                            | Ce numéro est précédé par WSM #128. Il trouve sa suite dans SM #62.                            | Ce numéro est précédé par WSM #128. Il trouve sa suite dans SM #62.                            |
| |                                                                                                |                                                                                                |                                                                                                |                                                                                                |
| 406 | (The Greatest Responsibility, Part One: Crossroads)                                            | J. M. DeMatteis                                                                                | Angel Medina                                                                                   | Octobre 1995                                                                                   |
| Seward Trainer entraîne Ben Reilly en le projetant dans le cyberespace grâce à son ordinateur. Trainer fait passer un examen médical à Peter pour s'assurer que le Chacal n'ait pas implanté d'autres programmes dans son cerveau. Les tentacules, et le titre, du docteur Octopus sont récupérés par une femme, qui dirige à son tour des recherches scientifiques de pointe. Peter invite Mary Jane au restaurant, et le bébé bouge pour la première fois. La docteur Octopus entre dans le laboratoire de Trainer et l'attaque. Elle révèle qu'elle est sa fille. |                                                                                                |                                                                                                |                                                                                                |                                                                                                |
| Remarque | Ce numéro est précédé par WSM #129 et New Warriors #63 et #64. Il trouve sa suite dans SM #63. | Ce numéro est précédé par WSM #129 et New Warriors #63 et #64. Il trouve sa suite dans SM #63. | Ce numéro est précédé par WSM #129 et New Warriors #63 et #64. Il trouve sa suite dans SM #63. | Ce numéro est précédé par WSM #129 et New Warriors #63 et #64. Il trouve sa suite dans SM #63. |
| |                                                                                                |                                                                                                |                                                                                                |                                                                                                |

### Deuxième acte (#407 - #435)
| |                                                                                                |                                                                                                |                                                                                                |                                                                                                |
| The Amazing Scarlet Spider #1 | (Virtual Mortality, Part Two: Violated by the Virtual)                                         | Tom DeFalco et Mike Lackey                                                                     | Mark Bagley                                                                                    | Septembre 1995                                                                                 |
| Ben Reilly a du mal à se faire à l'idée selon laquelle Peter a raccroché son costume. Il se rend chez le docteur Trainer pour lui apporter un casque de réalité virtuelle que des malfrats en lien avec la docteur Octopus voulaient voler. Ben et Trainer sont attaqués dans le cyberespace par Octopus ; Ben réussit à vaincre l'attaque informatique, mais Trainer perd connaissance et semble mort. |                                                                                                |                                                                                                |                                                                                                |                                                                                                |
| Remarque | Ce numéro est précédé par Web of Scarlet Spider #1. Il trouve sa suite dans Scarlet Spider #1. | Ce numéro est précédé par Web of Scarlet Spider #1. Il trouve sa suite dans Scarlet Spider #1. | Ce numéro est précédé par Web of Scarlet Spider #1. Il trouve sa suite dans Scarlet Spider #1. | Ce numéro est précédé par Web of Scarlet Spider #1. Il trouve sa suite dans Scarlet Spider #1. |
| |                                                                                                |                                                                                                |                                                                                                |                                                                                                |
| The Amazing Scarlet Spider #2 | (Cyberwar, Part Two: Caught in the Game)                                                       | Tom DeFalco                                                                                    | Mark Bagley                                                                                    | Octobre 1995                                                                                   |
| |                                                                                                |                                                                                                |                                                                                                |                                                                                                |
| Remarque | Ce numéro est précédé par Web of Scarlet Spider #2. Il trouve sa suite dans Green Goblin #3.   | Ce numéro est précédé par Web of Scarlet Spider #2. Il trouve sa suite dans Green Goblin #3.   | Ce numéro est précédé par Web of Scarlet Spider #2. Il trouve sa suite dans Green Goblin #3.   | Ce numéro est précédé par Web of Scarlet Spider #2. Il trouve sa suite dans Green Goblin #3.   |
| |                                                                                                |                                                                                                |                                                                                                |                                                                                                |

|          |                                                                                              |                                                                                              |                                                                                              |                                                                                              |
| 407      | (Blasts from the Past)                                                                       | Tom DeFalco                                                                                  | Mark Bagley                                                                                  | Janvier 1996                                                                                 |
|          |                                                                                              |                                                                                              |                                                                                              |                                                                                              |
| Remarque | Ce numéro est précédé par Sensational Spider-Man #0. Il trouve sa suite dans Spider-Man #64. | Ce numéro est précédé par Sensational Spider-Man #0. Il trouve sa suite dans Spider-Man #64. | Ce numéro est précédé par Sensational Spider-Man #0. Il trouve sa suite dans Spider-Man #64. | Ce numéro est précédé par Sensational Spider-Man #0. Il trouve sa suite dans Spider-Man #64. |
|          |                                                                                              |                                                                                              |                                                                                              |                                                                                              |
| 408      | (Imposible, Be My Dream)                                                                     | Tom DeFalco                                                                                  | Mark Bagley                                                                                  | Février 1996                                                                                 |
|          |                                                                                              |                                                                                              |                                                                                              |                                                                                              |
| Remarque | Ce numéro est précédé par Sensational Spider-Man #1. Il trouve sa suite dans Spider-Man #65. | Ce numéro est précédé par Sensational Spider-Man #1. Il trouve sa suite dans Spider-Man #65. | Ce numéro est précédé par Sensational Spider-Man #1. Il trouve sa suite dans Spider-Man #65. | Ce numéro est précédé par Sensational Spider-Man #1. Il trouve sa suite dans Spider-Man #65. |
|          |                                                                                              |                                                                                              |                                                                                              |                                                                                              |
| 409      | (Of Wages and Wars)                                                                          | Tom DeFalco                                                                                  | Mark Bagley                                                                                  | Mars 1996                                                                                    |
|          |                                                                                              |                                                                                              |                                                                                              |                                                                                              |
|          |                                                                                              |                                                                                              |                                                                                              |                                                                                              |
| 410      | (And Now, Spider-Carnage)                                                                    | Tom DeFalco                                                                                  | Mark Bagley                                                                                  | Avril 1996                                                                                   |
|          |                                                                                              |                                                                                              |                                                                                              |                                                                                              |
|          |                                                                                              |                                                                                              |                                                                                              |                                                                                              |
| 411      | (Targets)                                                                                    | Tom DeFalco                                                                                  | Mark Bagley                                                                                  | Mai 1996                                                                                     |
|          |                                                                                              |                                                                                              |                                                                                              |                                                                                              |
|          |                                                                                              |                                                                                              |                                                                                              |                                                                                              |
| 412      | (The Face of my Enemy)                                                                       | Tom DeFalco                                                                                  | Mark Bagley                                                                                  | Juin 1996                                                                                    |
|          |                                                                                              |                                                                                              |                                                                                              |                                                                                              |
|          |                                                                                              |                                                                                              |                                                                                              |                                                                                              |
| 413      | (Bug Story)                                                                                  | Tom DeFalco                                                                                  | Mark Bagley                                                                                  | Juillet 1996                                                                                 |
|          |                                                                                              |                                                                                              |                                                                                              |                                                                                              |
|          |                                                                                              |                                                                                              |                                                                                              |                                                                                              |
| 414      | (Deadly in Delilah)                                                                          | Tom DeFalco                                                                                  | Mark Bagley                                                                                  | Août 1996                                                                                    |
|          |                                                                                              |                                                                                              |                                                                                              |                                                                                              |
|          |                                                                                              |                                                                                              |                                                                                              |                                                                                              |
| 415      | (Siege)                                                                                      | Tom DeFalco                                                                                  | Mark Bagley                                                                                  | Septembre 1996                                                                               |
|          |                                                                                              |                                                                                              |                                                                                              |                                                                                              |
|          |                                                                                              |                                                                                              |                                                                                              |                                                                                              |
| 416      | (The Road Block)                                                                             | Tom DeFalco                                                                                  | Ron Garney                                                                                   | Octobre 1996                                                                                 |
|          |                                                                                              |                                                                                              |                                                                                              |                                                                                              |
|          |                                                                                              |                                                                                              |                                                                                              |                                                                                              |
| 417      | (Secrets)                                                                                    | Tom DeFalco                                                                                  | Ron Garney                                                                                   | Novembre 1996                                                                                |
|          |                                                                                              |                                                                                              |                                                                                              |                                                                                              |
|          |                                                                                              |                                                                                              |                                                                                              |                                                                                              |
| 418      | (Revelations Part 3)                                                                         | Tom DeFalco                                                                                  | Steve Skroce                                                                                 | Décembre 1996                                                                                |
|          |                                                                                              |                                                                                              |                                                                                              |                                                                                              |
| Remarque | Ce numéro est précédé par Sensational Spider-Man #11. Il trouve sa suite dans SM #75.        | Ce numéro est précédé par Sensational Spider-Man #11. Il trouve sa suite dans SM #75.        | Ce numéro est précédé par Sensational Spider-Man #11. Il trouve sa suite dans SM #75.        | Ce numéro est précédé par Sensational Spider-Man #11. Il trouve sa suite dans SM #75.        |
|          |                                                                                              |                                                                                              |                                                                                              |                                                                                              |
| 419      | (Beware the Black Tarentula)                                                                 | Tom DeFalco                                                                                  | Steve Skroce                                                                                 | Janvier 1997                                                                                 |
|          |                                                                                              |                                                                                              |                                                                                              |                                                                                              |
|          |                                                                                              |                                                                                              |                                                                                              |                                                                                              |
| 420      | (Twas a Night Before Christmas)                                                              | Tom DeFalco                                                                                  | Steve Skroce                                                                                 | Février 1997                                                                                 |
|          |                                                                                              |                                                                                              |                                                                                              |                                                                                              |
|          |                                                                                              |                                                                                              |                                                                                              |                                                                                              |
| 421      |                                                                                              |                                                                                              |                                                                                              | Mars 1997                                                                                    |
|          | (And Death Shall Fly Like a Dragon)                                                          | Tom DeFalco                                                                                  | Steve Skroce                                                                                 |                                                                                              |
|          |                                                                                              |                                                                                              |                                                                                              |                                                                                              |
|          | (Hidden Agendas)                                                                             | Tom DeFalco                                                                                  | Geof Isherwood                                                                               |                                                                                              |
|          |                                                                                              |                                                                                              |                                                                                              |                                                                                              |
|          |                                                                                              |                                                                                              |                                                                                              |                                                                                              |
| 422      | (Exposed Wiring)                                                                             | Tom DeFalco                                                                                  | Joe Bennett                                                                                  | Avril 1997                                                                                   |
|          |                                                                                              |                                                                                              |                                                                                              |                                                                                              |
|          |                                                                                              |                                                                                              |                                                                                              |                                                                                              |
| 423      | (Choices)                                                                                    | Tom DeFalco                                                                                  | Joe Bennett                                                                                  | Mai 1997                                                                                     |
|          |                                                                                              |                                                                                              |                                                                                              |                                                                                              |
|          |                                                                                              |                                                                                              |                                                                                              |                                                                                              |
| 424      | (Then Came... Elektra)                                                                       | Tom DeFalco                                                                                  | Joe Bennett                                                                                  | Juin 1997                                                                                    |
|          |                                                                                              |                                                                                              |                                                                                              |                                                                                              |
|          |                                                                                              |                                                                                              |                                                                                              |                                                                                              |
| -1       |                                                                                              |                                                                                              |                                                                                              | Juillet 1997                                                                                 |
|          | (Where Have All The Heroes Gone)                                                             | Tom DeFalco                                                                                  | Joe Bennett                                                                                  |                                                                                              |
|          |                                                                                              |                                                                                              |                                                                                              |                                                                                              |
|          | (The Secrets of Peter Parker)                                                                | Tom DeFalco                                                                                  | Pat Oliffe                                                                                   |                                                                                              |
|          |                                                                                              |                                                                                              |                                                                                              |                                                                                              |
|          |                                                                                              |                                                                                              |                                                                                              |                                                                                              |
| 425      | (The Chump, The Challenge and The Champion!)                                                 | Tom DeFalco                                                                                  | Steve Skroce                                                                                 | Août 1997                                                                                    |
|          |                                                                                              |                                                                                              |                                                                                              |                                                                                              |
|          |                                                                                              |                                                                                              |                                                                                              |                                                                                              |
| 426      | (Only the Evil Returns)                                                                      | Tom DeFalco                                                                                  | Steve Skroce                                                                                 | Septembre 1997                                                                               |
|          |                                                                                              |                                                                                              |                                                                                              |                                                                                              |
|          |                                                                                              |                                                                                              |                                                                                              |                                                                                              |
| 427      | (Sacrifice Play)                                                                             | Tom DeFalco                                                                                  | Steve Skroce                                                                                 | Octobre 1997                                                                                 |
|          |                                                                                              |                                                                                              |                                                                                              |                                                                                              |
|          |                                                                                              |                                                                                              |                                                                                              |                                                                                              |
| 428      | (Living Large)                                                                               | Tom DeFalco                                                                                  | Steve Skroce                                                                                 | Novembre 1997                                                                                |
|          |                                                                                              |                                                                                              |                                                                                              |                                                                                              |
|          |                                                                                              |                                                                                              |                                                                                              |                                                                                              |
| 429      | (The Price)                                                                                  | Tom DeFalco                                                                                  | Joe Bennett                                                                                  | Décembre 1997                                                                                |
|          |                                                                                              |                                                                                              |                                                                                              |                                                                                              |
|          |                                                                                              |                                                                                              |                                                                                              |                                                                                              |
| 430      | (Savage Rebirth)                                                                             | Tom DeFalco                                                                                  | Joe Bennett                                                                                  | Janvier 1998                                                                                 |
|          |                                                                                              |                                                                                              |                                                                                              |                                                                                              |
|          |                                                                                              |                                                                                              |                                                                                              |                                                                                              |
| 431      | (The Carnage Cosmic)                                                                         | Tom DeFalco                                                                                  | Joe Bennett                                                                                  | Février 1998                                                                                 |
|          |                                                                                              |                                                                                              |                                                                                              |                                                                                              |
|          |                                                                                              |                                                                                              |                                                                                              |                                                                                              |
| 432      | (Spider-Hunt, Part 2)                                                                        | Tom DeFalco                                                                                  | John Romita Jr.                                                                              | Mars 1998                                                                                    |
|          |                                                                                              |                                                                                              |                                                                                              |                                                                                              |
|          |                                                                                              |                                                                                              |                                                                                              |                                                                                              |
| 433      | (The Long Farewell)                                                                          | Tom DeFalco                                                                                  | Tom Lyle                                                                                     | Avril 1998                                                                                   |
|          |                                                                                              |                                                                                              |                                                                                              |                                                                                              |
|          |                                                                                              |                                                                                              |                                                                                              |                                                                                              |
| 434      | (Round and 'Round With Ricochet)                                                             | Tom DeFalco                                                                                  | Joe Bennett                                                                                  | Mai 1998                                                                                     |
|          |                                                                                              |                                                                                              |                                                                                              |                                                                                              |
|          |                                                                                              |                                                                                              |                                                                                              |                                                                                              |
| 435      | (Fun'n Games with the Four Star Squad)                                                       | Tom DeFalco                                                                                  | Joe Bennett                                                                                  | Juin 1998                                                                                    |
|          |                                                                                              |                                                                                              |                                                                                              |                                                                                              |
|          |                                                                                              |                                                                                              |                                                                                              |                                                                                              |

- Cet article est partiellement ou en totalité issu de l'article intitulé « Liste des épisodes de Spider-Man » (voir la liste des auteurs).